# سث باور
سث باور (انگلیسی: Seth Bauer؛ زادهٔ september ۲۵, ۱۹۵۹ (۶۵ سال)) ورزشکار روئینگ اهل ایالات متحده آمریکا است.
وی در مسابقات کشوری و بین‌المللی در مجموع برندهٔ ۱ مدال طلا، ۲ مدال برنز شده‌است.